# Phrynobatrachus danko
Phrynobatrachus danko es una especie de anfibio anuro de la familia Phrynobatrachidae.

## Distribución geográfica
Esta especie es endémica del estado de Taraba en Nigeria.

## Etimología
El nombre de su especie le fue dado en referencia al lugar de su descubrimiento, la Reserva Forestal Kurmin Danko.

## Publicación original
- Blackburn, 2010 : A new puddle frog (Phrynobatrachidae:Phrynobatrachus) from the Mambilla Plateau in Eastern Nigeria. African Journal of Herpetology, vol. 59, p. 33-52.[3]